# Vaccinium erythrocarpum
Vaccinium erythrocarpum là một loài thực vật có hoa trong họ Thạch nam. Loài này được Michx. mô tả khoa học đầu tiên năm 1803.